# 움라오 잔
움라오 잔(Umrao Jaan)은 인도에서 제작된 J. P. 두타 감독의 2006년 드라마, 멜로/로맨스 영화이다. 아이쉬와라 라이 등이 주연으로 출연하였고 J. P. 두타 등이 제작에 참여하였다.

## 출연

### 주연
- 아이쉬와라 라이
- 샤바나 아즈미
- 슈닐 쉐티
- 아비쉑 밧찬

### 조연
- 디비아 더따
- 히마니 시브푸리
- 커브허스한 카반다